# Журавка (притока Яланки)
Журавка — річка  в Україні, у Томашпільському  районі Вінницької області. Ліва притока Яланки  (басейн Дністра ).

## Опис
Довжина річки 11 км. Площа басейну 27,6 км².

## Розташування
Бере  початок на північному заході від Савчиного. Тече переважно на південний захід через Нетребівку і у селі Яланці впадає у річку Яланку, праву притоку Марківки.